# Orthocephalus brevis
Orthocephalus brevis är en insektsart som först beskrevs av Georg Wolfgang Franz Panzer 1798.  Orthocephalus brevis ingår i släktet Orthocephalus och familjen ängsskinnbaggar. Enligt den finländska rödlistan är arten sårbar i Finland. Artens livsmiljö är torra gräsmarker. Inga underarter finns listade i Catalogue of Life.